# Laskowice (powiat prudnicki)
Laskowice (niem. Laßwitz, cz. Lasovice) – wieś w Polsce, położona w województwie opolskim, w powiecie prudnickim, w gminie Lubrza. Historycznie leży na Górnym Śląsku, na ziemi prudnickiej. Położona jest na terenie Obniżenia Prudnickiego, będącego częścią Niziny Śląskiej.
W latach 1975–1998 miejscowość należała administracyjnie do ówczesnego województwa opolskiego.
Według danych na 31 grudnia 2013 r. wieś była zamieszkana przez 96 osób.

## Geografia

### Położenie
Wieś jest położona w południowo-zachodniej Polsce, w województwie opolskim, tuż przy granicy z Czechami, we wschodniej części Obniżenia Prudnickiego. Należy do Euroregionu Pradziad. Leży na obszarze 392 ha, w niewielkim zagłębieniu terenu (suchej dolinie erozyjnej).

### Środowisko naturalne
W Laskowicach panuje klimat umiarkowany ciepły. Średnia temperatura roczna wynosi +8,1 °C. Duże zróżnicowanie dotyczy termicznych pór roku. Średnie roczne opady atmosferyczne w rejonie Laskowic wynoszą 627 mm. Dominują wiatry zachodnie.

## Nazwa
W 1228 wieś została zanotowana w zlatynizowanej, staropolskiej formie „Lascovici”. W kronice łacińskiej Liber fundationis episcopatus Vratislaviensis (pol. Księga uposażeń biskupstwa wrocławskiego) spisanej w latach 1295–1305 miejscowość wymieniona jest w zlatynizowanej formie Lascovez we fragmencie Lascovez decima more polonico.
Topograficzny opis Górnego Śląska z 1865 roku notuje wieś pod niemiecką nazwą Laswitz oraz staropolską Leskowicz we fragmencie: „Laswitz (1412 Leskowicz)”. Ze względu na słowiańskie pochodzenie nazwa ta została zmieniona w okresie nazistowskim na Hohenschanz. 9 grudnia 1947 r. nadano miejscowości polską nazwę Laskowice
W historycznych dokumentach nazwę miejscowości wzmiankowano w różnych językach oraz formach: Lascovez (ok. 1300), Lascovicz (1335), Laskowicz (1383), Leskowicz (1412), Laskowicz (1418), z Laskowicz (1453), Lagirowicz (1577), Lasswitz, villa (1579), Laswitz, villa (1638), Laschwitz, villa (1651), Laschwitz (1743), Laßwitz (1784), Laßwitz (1845), Laskowice – Lasswitz (1896), Laskowice (Lasswitz) – Hohenschanz (1939), Hohenschanz – Laskowice, -wic, laskowicki (1948), Laskowice, -wic (1981).

## Historia

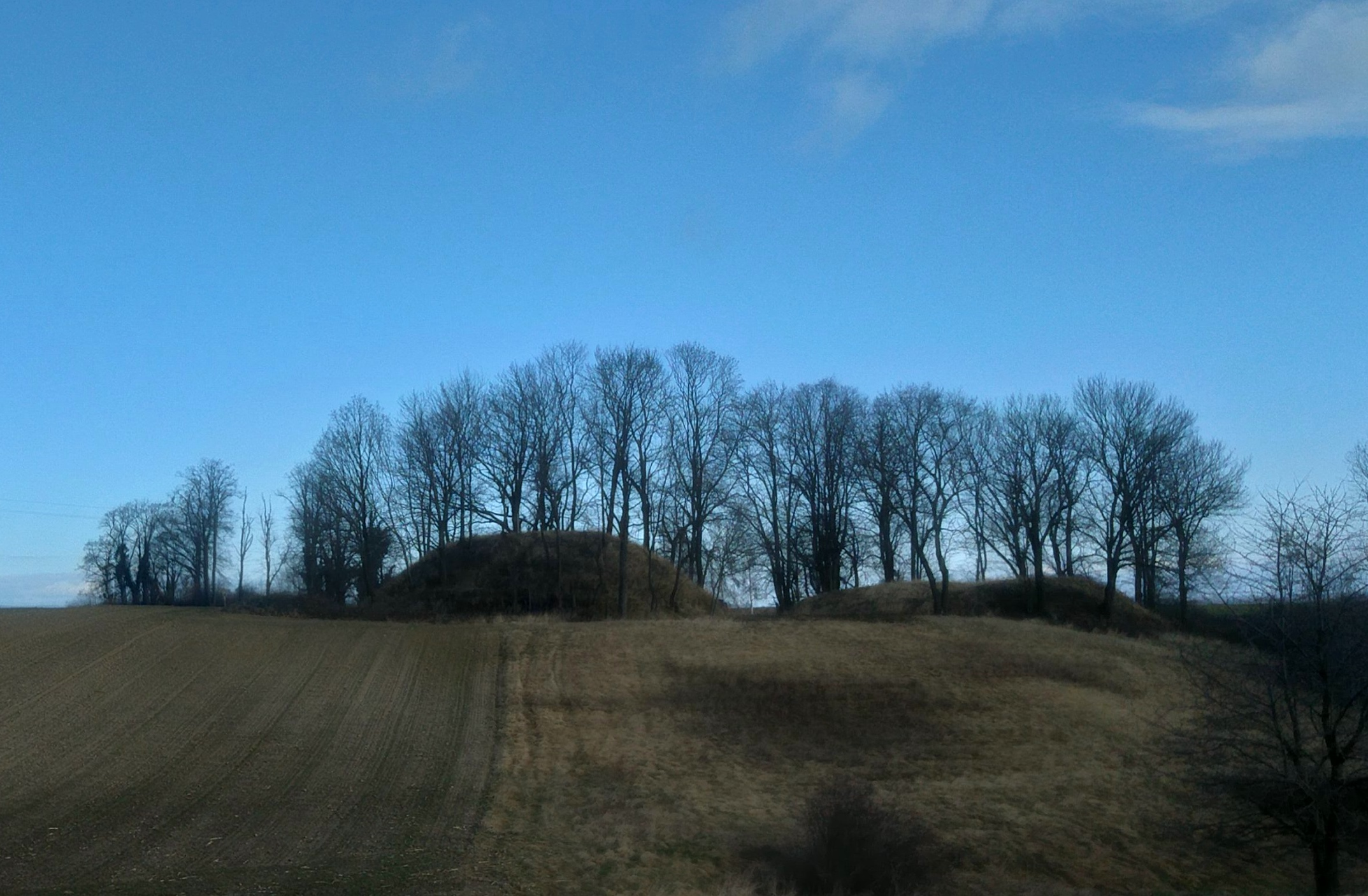
Grodzisko Szwedzki Szaniec

Wieś wzmiankowana po raz pierwszy w łacińskim dokumencie z 1228 roku wydanym przez Kazimierza I opolskiego, gdzie zanotowana została w szeregu miejscowości założonych na prawie polskim iure polonico. W zachodniej części wsi znajduje się grodzisko Szwedzki Szaniec, składające się z dwóch nasypów. Według Zbigniewa Bagniewskiego, budowla obronna na niższym kopcu istniała na przełomie XIII i XIV wieku.

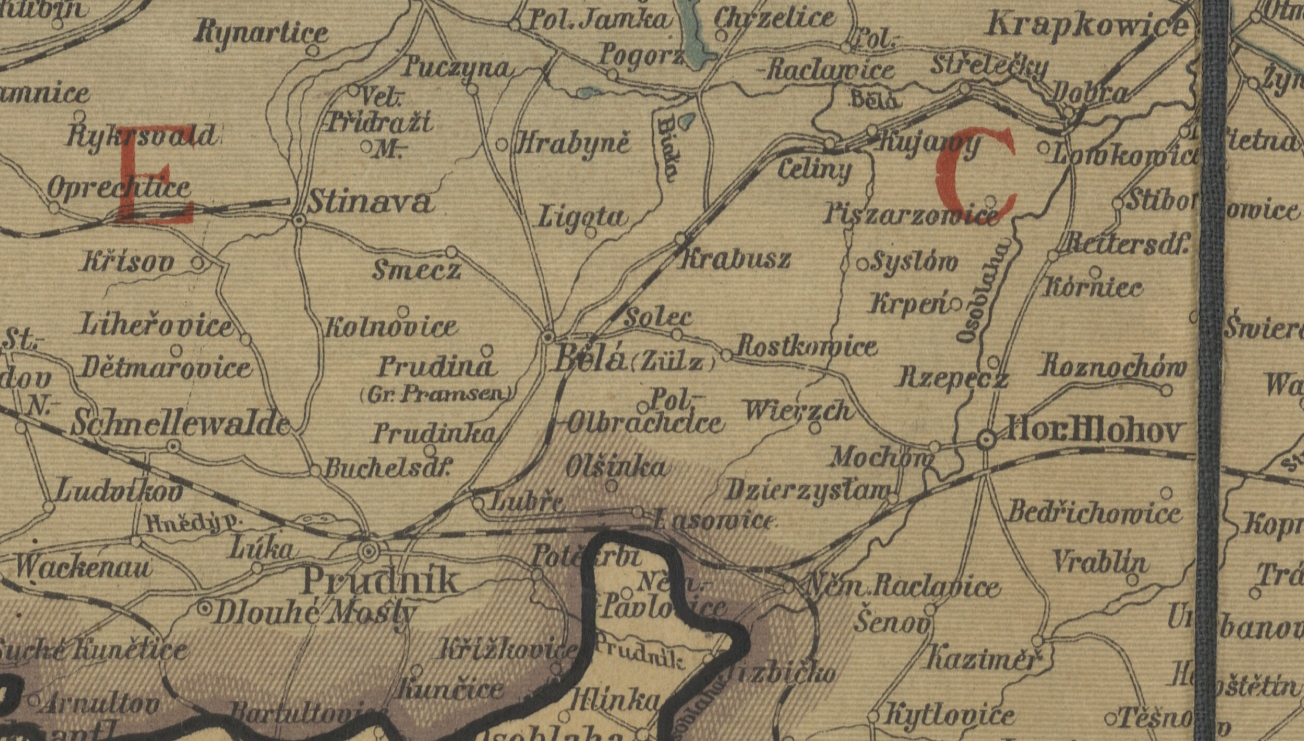
Laskowice (Lasowice) wśród miejscowości ziemi prudnickiej na czeskiej mapie z 1922

W kronice Racławic Śląskich podano informację, że w czasie rejzy husytów na Śląsk, w marcu 1428 husyci zabili mieszkańców Laskowic „do najmniejszego dziecka”. W czasie wojny trzydziestoletniej, w 1643 szwedzki feldmarszałek Lennart Torstensson rozbił obóz na granicy Nowego Browińca i Laskowic. Do 1742 wieś należała do powiatu sądowego głogóweckiego w Monarchii Habsburgów. Po I wojnie śląskiej znalazła się w granicach Królestwa Prus i weszła w skład powiatu prudnickiego w prowincji Śląsk. Friedrich Albert Zimmermann w 1784 notował, że w Laskowicach mieszkali zarówno katolicy, jak i ewangelicy. Wieś posiadała swoją własną pieczęć, która przedstawiała w polu chłopa kopiącego łopatą w ziemi, zwróconego w prawo, a w otoku napis: LASWIZ. GEM: SIEG: (pol. Gmina Laskowice).

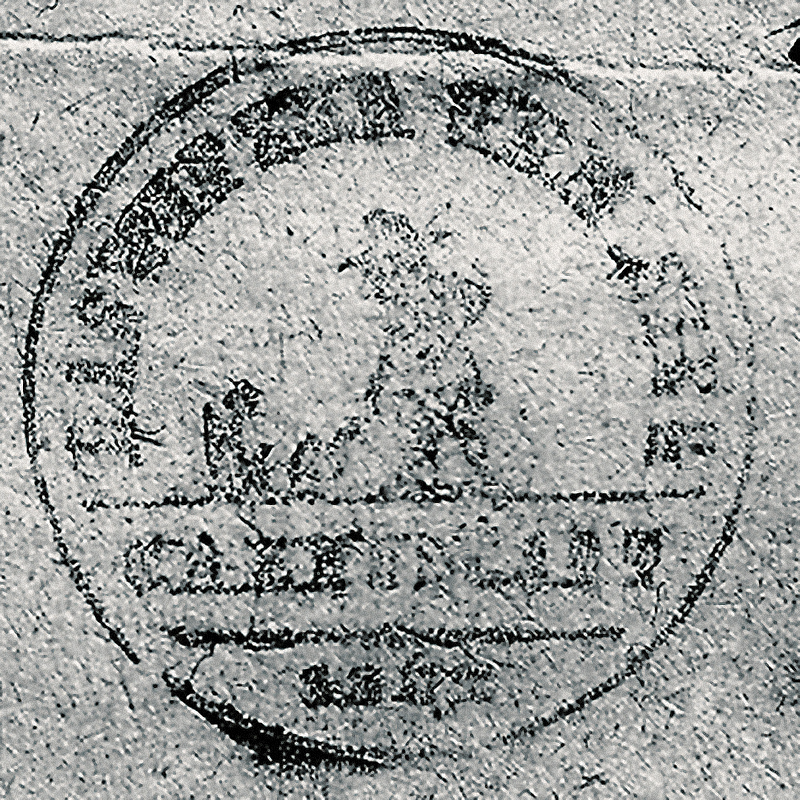
Pieczęć Laskowic (1880)

Według spisu ludności z 1 grudnia 1910, na 196 mieszkańców Laskowic 190 posługiwało się językiem niemieckim, 5 językiem polskim, a 1 był dwujęzyczny. W 1921 w zasięgu plebiscytu na Górnym Śląsku znalazła się tylko część powiatu prudnickiego. Laskowice znalazły się po stronie wschodniej, w obszarze objętym plebiscytem. Do głosowania uprawnionych było w Laskowicach 221 osób, z czego 100, ok. 45,2%, stanowili mieszkańcy (w tym 90, ok. 40,7% całości, mieszkańcy urodzeni w miejscowości). Oddano 219 głosów (ok. 99,1% uprawnionych), w tym 219 (100%) ważnych; za Niemcami głosowało 219 osób (100%), a za Polską 0 osób (0%). W Laskowicach działało graniczne przejście drogowe uruchomione na czas głosowania. We wsi stacjonowało włoskie wojsko.
Według Głównej Komisji Badania Zbrodni Niemieckich w Polsce, podczas II wojny światowej w Laskowicach zamordowano 9 obywateli Polski. W styczniu 1945 przez Laskowice przeszły kolumny więźniów niemieckich obozów koncentracyjnych. W toku tzw. „marszu śmierci” wiele osób zmarło lub zostało zamordowanych przez Niemców. Na trasie między Racławicami Śląskimi i Laskowicami w ciągu jednego dnia zastrzelono 10 więźniów. Krótko przed nadejściem Armii Czerwonej w marcu 1945, około 250 mieszkańców Białej uciekających przed frontem zatrzymało się w gospodzie w Laskowicach. Czerwonoarmiści, którzy weszli do gospody, zgwałcili przebywające w niej kobiety i wszystkich ograbili. Kobiety, które próbowały uciec lub opierały się przemocy, zostały zastrzelone.
Od marca do maja 1945 powiat prudnicki znajdował się pod kontrolą radzieckiej komendantury wojskowej. 11 maja 1945 polska administracja przejęła władzę cywilną w powiecie prudnickim. Wówczas w Laskowicach została osiedlona część polskich osadników z Małopolski.
W latach 1945–1950 Laskowice należały do województwa śląskiego, a od 1950 do województwa opolskiego. W latach 1945–1954 wieś należała do gminy Lubrza, a w latach 1954–1972 do gromady Olszynka.
W latach powojennych, na wyższym nasypie grodziska w Laskowicach stała drewniana wieża triangulacyjna. W 1949 we wsi znajdowała się szkoła podstawowa prowadzona przez Inspektorat Szkolny w Prudniku.
W 2010 Laskowice przystąpiły do Programu Odnowy Wsi Opolskiej. 29 sierpnia 2014 w Laskowicach zorganizowany został protest mieszkańców sprzeciwiających się budowie elektrowni wiatrowej w odległości 600 m od zabudowy wsi. Protestujący zablokowali drogę krajową, akcja polegała na ciągłym przechodzeniu przez przejście dla pieszych.

## Mieszkańcy
Miejscowość zamieszkiwana jest przez ludność napływową, przybyłą na Śląsk z Kresów Wschodnich po 1945 w wyniku przymusowych przesiedleń ludności polskiej.

### Liczba mieszkańców wsi
- 1871 – 239[41]
- 1885 – 246[42]
- 1905 – 186[43]
- 1910 – 196[44]
- 1933 – 247[45]
- 1939 – 214[45]
- 1966 – 191[46]
- 1998 – 122[47]
- 2002 – 102[47]
- 2009 – 98[47]
- 2011 – 101[47]
- 2012 – 99[7]
- 2013 – 96[7]

## Zabytki

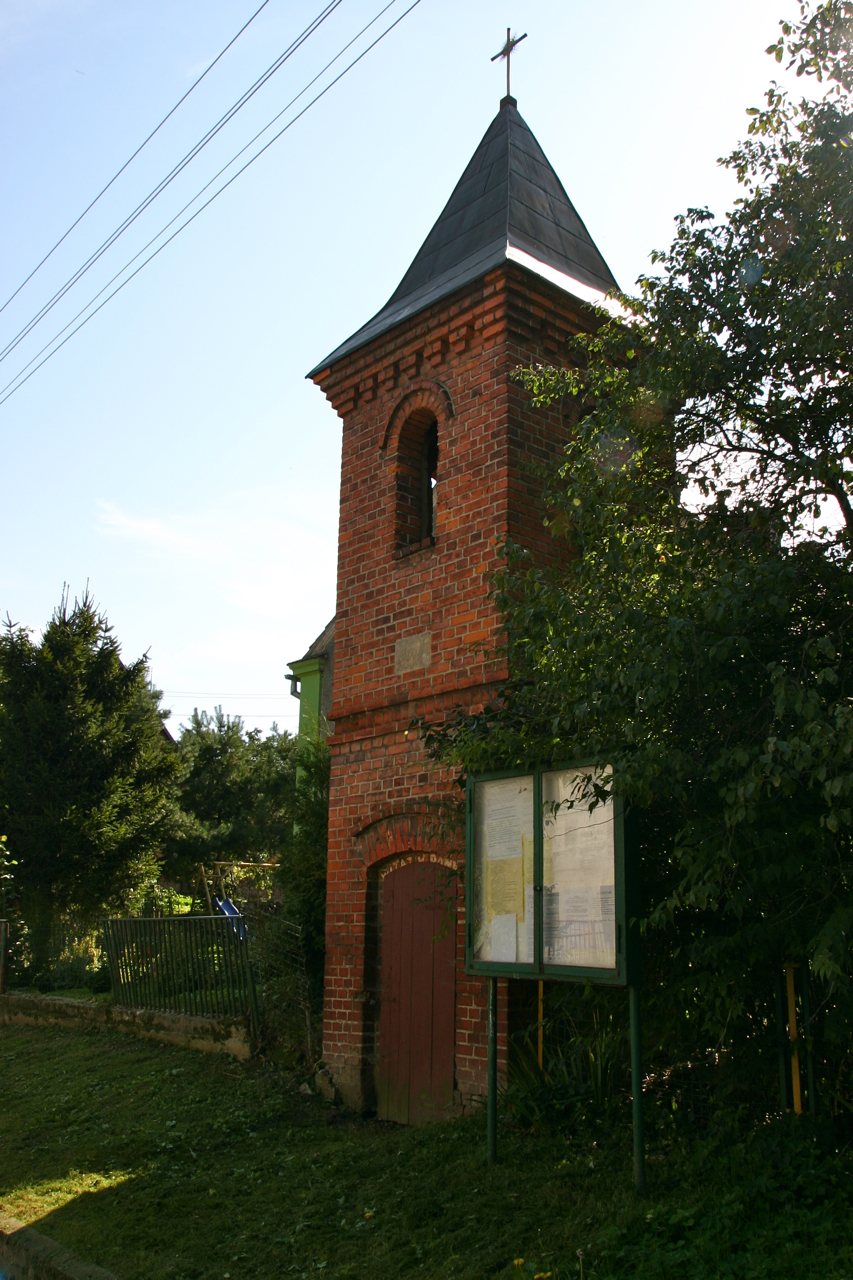
Murowana kaplica-dzwonnica z 1900

Zgodnie z gminną ewidencją zabytków w Laskowicach chronione są:
- układ ruralistyczny, z 1 poł. XIII w.
- zespół folwarczny, nr 1, z 2 poł. XIX w.
  - dom mieszkalny
  - obora
  - stodoła
- kapliczka-dzwonnica, nr 5, z 1900 r.
- budynek mieszkalno-gospodarczy nr 22, z k. XIX w.
- stodoła, nr 22, z XIX/XX w.

## Transport

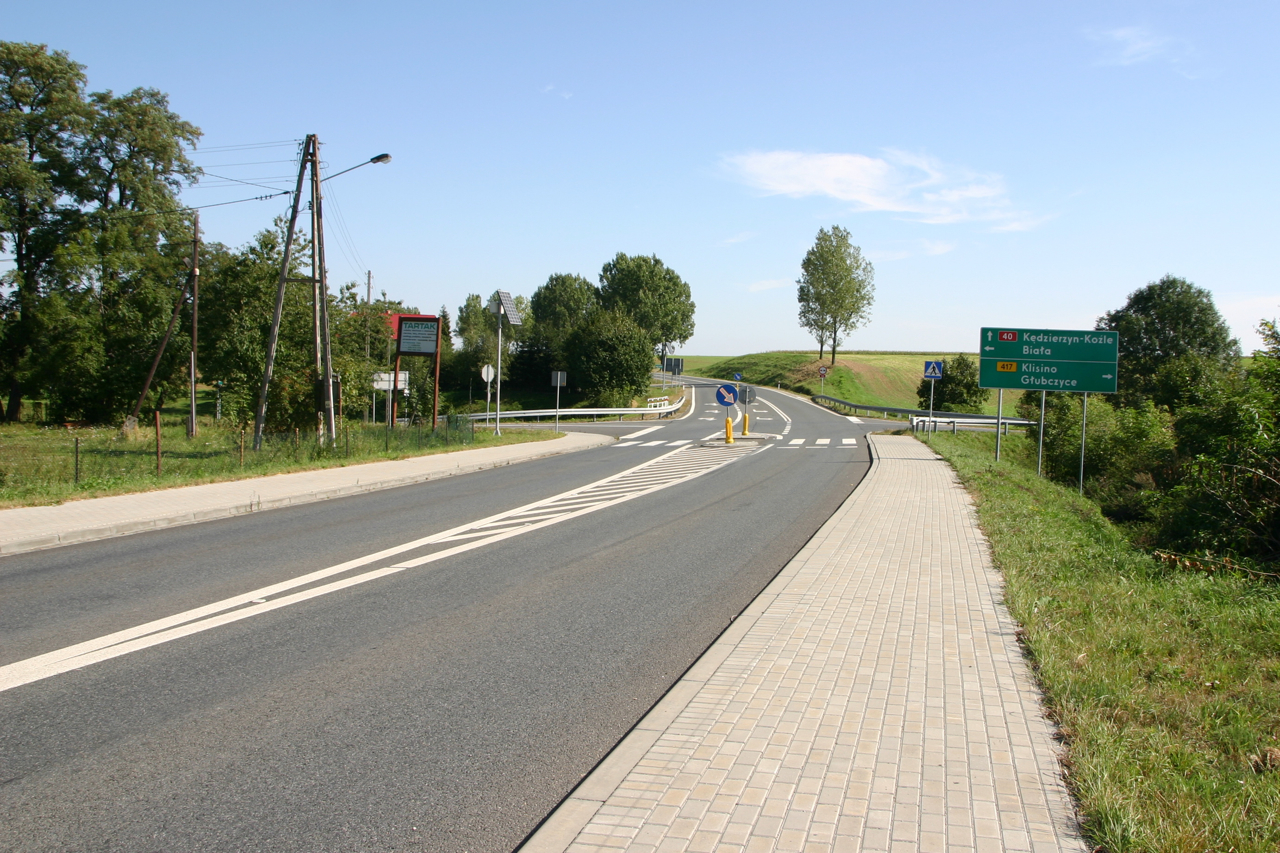
Droga krajowa nr 40 w Laskowicach

### Transport drogowy
Przez Laskowice przebiega droga krajowa:
- Głuchołazy – Prudnik – Kędzierzyn-Koźle – Pyskowice

Sieć uzupełnia droga wojewódzka:
- Laskowice – Żerdziny

W zarządzie Wydziału Drogownictwa Starostwa Powiatowego w Prudniku znajduje się droga powiatowa nr 1202O relacji Biała – Olbrachcice – Słoków – Laskowice.

### Transport kolejowy
W rejonie miejscowości przebiega linia kolejowa nr 137 łącząca Katowice z Legnicą przez Gliwice, Kędzierzyn-Koźle, Prudnik, Nysę, Świdnicę i Strzegom. Najbliższy przystanek kolejowy znajduje się w Dytmarowie.

### Transport autobusowy
Laskowice posiadają połączenia autobusowe z Głogówkiem, Głubczycami, Głuchołazami, Kędzierzynem-Koźlem, Lubrzą, Nowym Browińcem, Prudnikiem. We wsi znajdują się trzy przystanki autobusowe – „Laskowice 01”, „Laskowice 02”, „Wieś”.
Transport autobusowy w Laskowicach obsługiwany był przez PKS Prudnik. W 2004 prudnicki PKS został sprywatyzowany z udziałem Connex Polska. W 2008, w wyniku połączenia spółek PKS Connex Prudnik i PKS Connex Kędzierzyn-Koźle, utworzona została spółka Veolia Transport Opolszczyzna, w 2013 przejęta przez Arriva Bus Transport Polska. W 2019 Arriva wycofała się z Prudnika. Wówczas organizacją przewozów pasażerskich w Laskowicach i okolicy zajęły się ościenne PKS-y. W grudniu 2021 powołano Powiatowo-Gminny Związek Transportu „Pogranicze”, mający na celu poprawę jakości transportu.

## Religia
Katolicy z Laskowic należą do parafii Wszystkich Świętych w Nowym Browińcu (dekanat Głogówek).

## Turystyka
Oddział PTTK „Sudetów Wschodnich” w Prudniku ustanowił turystyczną Odznakę Krajoznawczą Ziemi Prudnickiej, którą zdobywa się poprzez zwiedzenie odpowiedniej liczby obiektów w miejscowościach położonych na ziemi prudnickiej, w tym w Laskowicach.

### Szlaki rowerowe
Przez Laskowice prowadzi szlak rowerowy:
- Trasa rowerowa PTTK nr 266-z: Lubrza – Olszynka – Laskowice – Dytmarów-Stacja – Dytmarów – Krzyżkowice – góra Kłobuczek – Trzebina – Prudnik-Las – Trzebina – Skrzypiec – Jasiona – Lubrza

## Bezpieczeństwo
Miejscowość jest pod opieką dzielnicowego rejonu służbowego nr 8 Komendy Powiatowej Policji w Prudniku.
Teren wsi, jak i całej gminy Lubrza, położony jest w strefie nadgranicznej w związku z czym Straż Graniczna dysponuje, na tym obszarze, specjalnymi kompetencjami w zakresie bezpieczeństwa. Gminę Lubrza obejmuje zasięgiem służbowym placówka Straży Granicznej w Opolu ze Śląskiego Oddziału SG.